# Bilancio geostrofico
Il bilancio geostrofico è la condizione in cui la forza di Coriolis è bilanciata dalla forza di pressione. Si tratta di una condizione molto importante in meteorologia e climatologia, dato che tutti i moti atmosferici e oceanici su larga scala sono approssimativamente in bilancio geostrofico.
Nella situazione ideale di un fluido non viscoso che ruota con velocità angolare costante, il bilancio geostrofico rappresenta una situazione stazionaria, cioè che non cambia nel tempo: la velocità è costante, diretta lungo le linee di uguale pressione (isobare), perpendicolarmente al gradiente della pressione. Il suo modulo è tale che la forza di Coriolis che si esercita su ogni elemento di fluido bilancia la forza di pressione.
Nonostante il concetto di bilancio geostrofico sia semplice, la coscienza del fatto che esso domina i moti planetari si è sviluppata molto lentamente e tardi. I primi studi che mostrano una certa comprensione del fenomeno risalgono al XIX secolo. Il termine geostrofico si deve a Saw, che lo introdusse nel 1916.

## Descrizione matematica

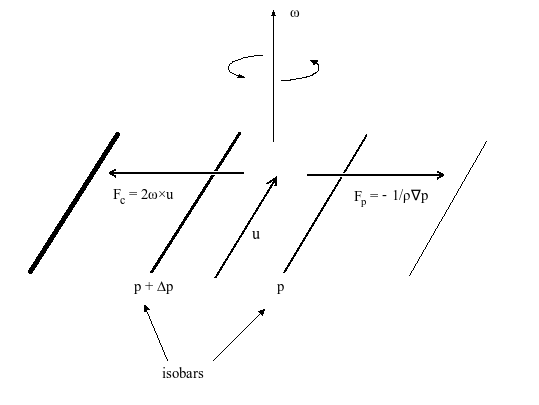
Bilancio geostrofico: la forza di pressione Fp e la forza di Coriolis Fc si bilanciano

L'accelerazione di Coriolis è data da:
{\displaystyle a_{c}=2\omega \times {\vec {u}}}
dove {\displaystyle \omega } è la velocità angolare. Utilizzando il parametro di Coriolis f e considerando solo le componenti orizzontali della velocità (approssimazione accettabile, dato che per i moti su larga scala la velocità verticale è trascurabile) si ottiene:
{\displaystyle a_{c}=f{\vec {k}}\times {\vec {u}}}
dove {\displaystyle {\vec {k}}} è il versore verticale.
L'accelerazione prodotta dalla forza di pressione è data da:
{\displaystyle a_{p}=-{\frac {1}{\rho }}\nabla p}
dove {\displaystyle \rho } è la densità del fluido (aria o acqua), {\displaystyle \nabla p} è il gradiente della pressione.
La condizione di equilibrio tra forza di Coriolis e forza di pressione (che equivale a quella tra le accelerazioni) è dunque espressa da:
{\displaystyle f{\vec {k}}\times {\vec {u}}=-{\frac {1}{\rho }}\nabla p}
Separando la velocità nelle sue componenti zonale e meridionale si ottengono le due equazioni:
{\displaystyle fu=-{\frac {1}{\rho }}{\frac {\partial p}{\partial y}}}
{\displaystyle fv={\frac {1}{\rho }}{\frac {\partial p}{\partial x}}}

## Vento geostrofico
Una delle conseguenze più evidenti del fatto che i moti atmosferici sono approssimativamente in bilancio geostrofico è il vento geostrofico. Esso costituisce il tratto fondamentale della circolazione atmosferica alle medie latitudini, dove l'elevato gradiente di temperatura genera un gradiente di pressione in quota. Per capire questo fatto si considerino due cilindri d'aria di eguale massa ed eguale sezione, ma con temperature diverse. Il cilindro più caldo è il più alto. Quindi alla base dei due cilindri la pressione è uguale, in quota è più alta nel cilindro più caldo. Pertanto la differenza tra le pressioni nei due cilindri aumenta con la quota. 
La stessa situazione si verifica, per lo stesso motivo, nell'atmosfera: il gradiente di pressione dovuto al gradiente termico aumenta con la quota. Di conseguenza il vento geostrofico aumenta con l'altezza fino alla tropopausa dove è massimo, e prende il nome di corrente a getto. L'incremento differenziale del vento geostrofico con l'altezza viene chiamato vento termico.